# Cardonnette
Cardonnette é uma comuna francesa na região administrativa de Altos da França, no departamento de Somme. Estende-se por uma área de 5,46 km². Em 2010 a comuna tinha 529 habitantes (densidade: 96,9 hab./km²).